# Panzerwurfmine

Схематическое изображение Panzerwurfmine

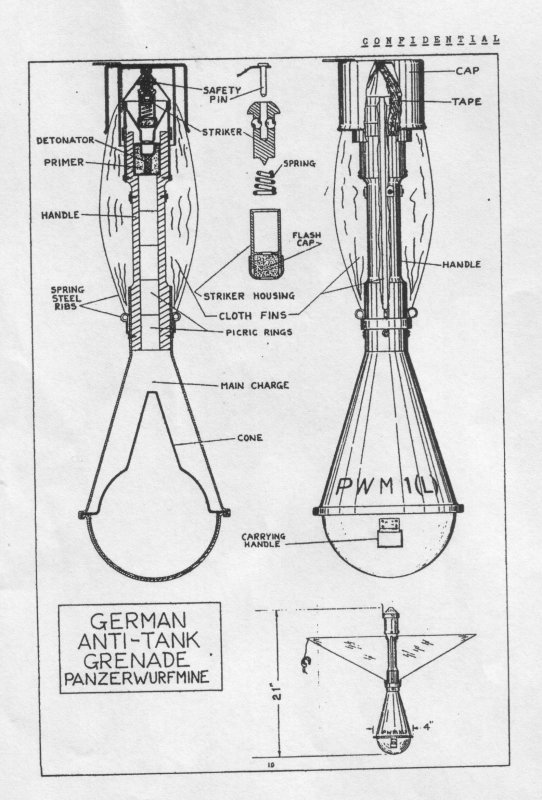

Panzerwurfmine, сокращённо PWM — ручная кумулятивная противотанковая граната, которую использовали полевые части Люфтваффе во время Второй мировой войны.

## Появление
Своим появлением Panzerwurfmine во многом обязана гранатомёту Panzerfaust (особенно боеголовкой), который был сходный по конструкции и эксплуатации. Основное отличие заключалось в том, что PWM имел трубку, прикреплённую к заряду сзади, со стабилизаторами, которые были прикреплены к задней части трубки.

## Предпосылки
Для максимальной эффективности кумулятивной противотанковой мины или гранаты, необходимо, чтобы она плотно прилегала к броне для того чтобы кумулятивный луч мог пробить броню под углом девяносто градусов. Лучший способ добиться этого установить взрывное устройство вручную. Однако, это несёт угрозу жизни пехотинцу который устанавливает устройство через защитный огонь из танка и войск, которые его прикрывают. Наиболее универсальной является версия которую можно бросать, но труднее достичь плотного прилегания к броне чтобы достичь угла в 90 градусов.
Panzerwurfmine разработана таким образом, что достичь стабильного полёта, поэтому она имела большие стабилизаторы или паруса в хвостовой части для стабилизации траектории и достижения угла в 90 градусов. Когда PWM попадает в броню, активируется кумулятивный заряд. Однако, в бою Panzerwurfmine часто не оправдывала надежд, из-за недалёкого расстояния броска, а также из-за не возможности достижения 90 градусов, уменьшая эффективность.

## Версии
Первой версией Panzerwurfmine был Panzerwurfmine Lang («длинный»). Её вес составлял 1,36 кг, а общая длина — 53,3 см. Она стабилизировалась в полёте стабилизаторами, которые выдвигались во время броска. Она впервые была представлена в мае 1943, всего за год было выпущено 203800. Со временем предпочтение было отдано Panzerwurfmine Kurz («короткий»), которая стабилизировалась в полёта тканевой полосой, которая раскручивалась после броска, кроме того она была короче.
Обе конструкции имели боеголовки диаметром 11,4 см, с кумулятивным зарядом весом 500 г, которая могла пробивать примерно 150 мм КГБ при угле в 90 градусов.